# Pseudophoxinus syriacus
Pseudophoxinus syriacus är en fiskart som först beskrevs av Lortet, 1883.  Pseudophoxinus syriacus ingår i släktet Pseudophoxinus och familjen karpfiskar. IUCN kategoriserar arten globalt som akut hotad. Inga underarter finns listade i Catalogue of Life.